# Obsessed by Cruelty
Obsessed by Cruelty es el primer álbum de Sodom, editado en 1986. 
Hay dos versiones distintas del disco, la estadounidense y la europea, las cuales fueron publicadas por Metal Blade Records y SPV/Steamhammer, respectivamente.

## Lanzamiento
La banda tuvo que grabar el álbum dos veces porque su compañía discográfica no estaba satisfecha con el resultado original. 
La primera versión fue grabada en Berlín Oeste, y fue lanzada en vinilo por Metal Blade Records en los Estados Unidos, en 1986. 
La segunda versión fue grabada en Núremberg y fue lanzada por Steamhammer Records en su país de origen, Alemania, en el mismo año. 
Según el bajista Tom Angelripper, la segunda grabación es "completamente diferente" y presenta una pista adicional llamada "After the Deluge".

## Lista de canciones
1. Deathlike Silence
2. Brandish the Sceptre
3. Proselytism Real
4. Equinox
5. After the Deluge*
6. Obsessed by Cruelty
7. Fall of Majesty Town
8. Nuctemeron
9. Pretenders to the Throne
10. Witchhammer
11. Volcanic Slut

*Sólo incluida en la versión europea.

## Formación
- Tom Angelripper - voz, bajo
- Michael Wulf "Destructor" - guitarra
- Frank Blackfire - guitarra
- Chris Witchhunter - batería